# عزبة الكنيسة
قرية عزبة الكنيسة هي إحدى القرى التابعة لمركز شبراخيت في محافظة البحيرة في جمهورية مصر العربية. حسب إحصاءات سنة 2006، بلغ إجمالي السكان في عزبة الكنيسة 6 نسمة، منهم 6 رجل و0 امرأة.